# Abdessadek Kouna
Pour les articles homonymes, voir Kouna.
Abdessadek Kouna, né le 2 février 1983 à Casablanca, est un coureur cycliste marocain.

## Biographie
En 2018, Abdessadek Kouna devient double champion du Maroc, dans la course en ligne et le contre-la-montre.

## Palmarès et résultats

### Palmarès par année
- 2017
  - 2e du championnat du Maroc du contre-la-montre
- 2018
  -  Champion du Maroc sur route
  -  Champion du Maroc du contre-la-montre
- 2019
  - 3e du championnat du Maroc du contre-la-montre

### Classements mondiaux
| Année           | 2016 | 2017 | 2018 | 2019 |
| --------------- | ---- | ---- | ---- | ---- |
| UCI Africa Tour | 246e | 101e | 9e   | 102e |